# Romániai magyar bibliofil kiadványok
Bibliofil kiadvány nyomdatechnikai műgonddal, művészi kivitellel, különleges papíron, kevés, többnyire számozott példányban megjelenő könyv. Kós Károly saját kézinyomdájában hozta ki Erdélyben az első ilyen kiadványt még az első világháború előtt (Atila királról ének. Sztána, 1908). Emlékezetesek Gy. Szabó Béla Liber miserorum (Kolozsvár, 1935) és Liber vagabundi – Barangolókönyv (Kolozsvár, 1939) c. kötetei. Ide sorolható az ESZC amatőr sorozata, amely Bánffy Miklós és Kós Károly irányításával művészi kivitelben készült, számozva, kéziszedéssel, a megrendelő nevére szóló ex librisszel. Deák Ferenc grafikusművész és Bálint Lajos műszaki szerkesztő gondozásában a Kriterion Könyvkiadónál már kifejezetten bibliofil kiadások is készültek: a pártévfordulóra megjelent 1921-1971 c. hatnyelvű mappa Salamon Ernő Végrendeletének egy részletével, 500 számozott példányban (1971), Richard de Bury Philobiblon c. művének bőrkötéses kiadása 100 számozott példányban (1972) s a Székely balladák, Kós Károly saját kezű írásának és rajzainak fakszimile kiadása 300 számozott példányban (1973). A csíkszeredai nyomda fennállásának 300. évfordulójára kétnyelvű miniatűr kiadvánnyal tisztelgett, 300 számozott példányban (300 de ani de activitate tipografică în orașul Miercurea-Ciuc – 300 éves a csíkszeredai nyomdaipar, 1976).